# François Angelier
Pour les articles homonymes, voir Angelier.
 (février 2024).
Si vous disposez d'ouvrages ou d'articles de référence ou si vous connaissez des sites web de qualité traitant du thème abordé ici, merci de compléter l'article en donnant les références utiles à sa vérifiabilité et en les liant à la section « Notes et références ».
François Angelier, né le 22 août 1958 à Angers, est un journaliste, animateur, producteur de radio, essayiste, biographe et auteur de romans fantastiques. Il a également écrit un roman sous le pseudonyme de « François-Maxime Kulpa ».

## Biographie
La découverte précoce d'Owen, Claude Seignolle, Michel de Ghelderode, Alfred Kubin, Gustav Meyrink, et surtout Jean Ray conditionneront l'intérêt de François Angelier pour les « mauvais genres ».
Après des études à Paris, au lycée Chaptal et une brève incursion dans une troupe théâtrale, il fait en 1981 ses premières armes radio, avec une émission sur H. P. Lovecraft. 

### Producteur sur France Culture

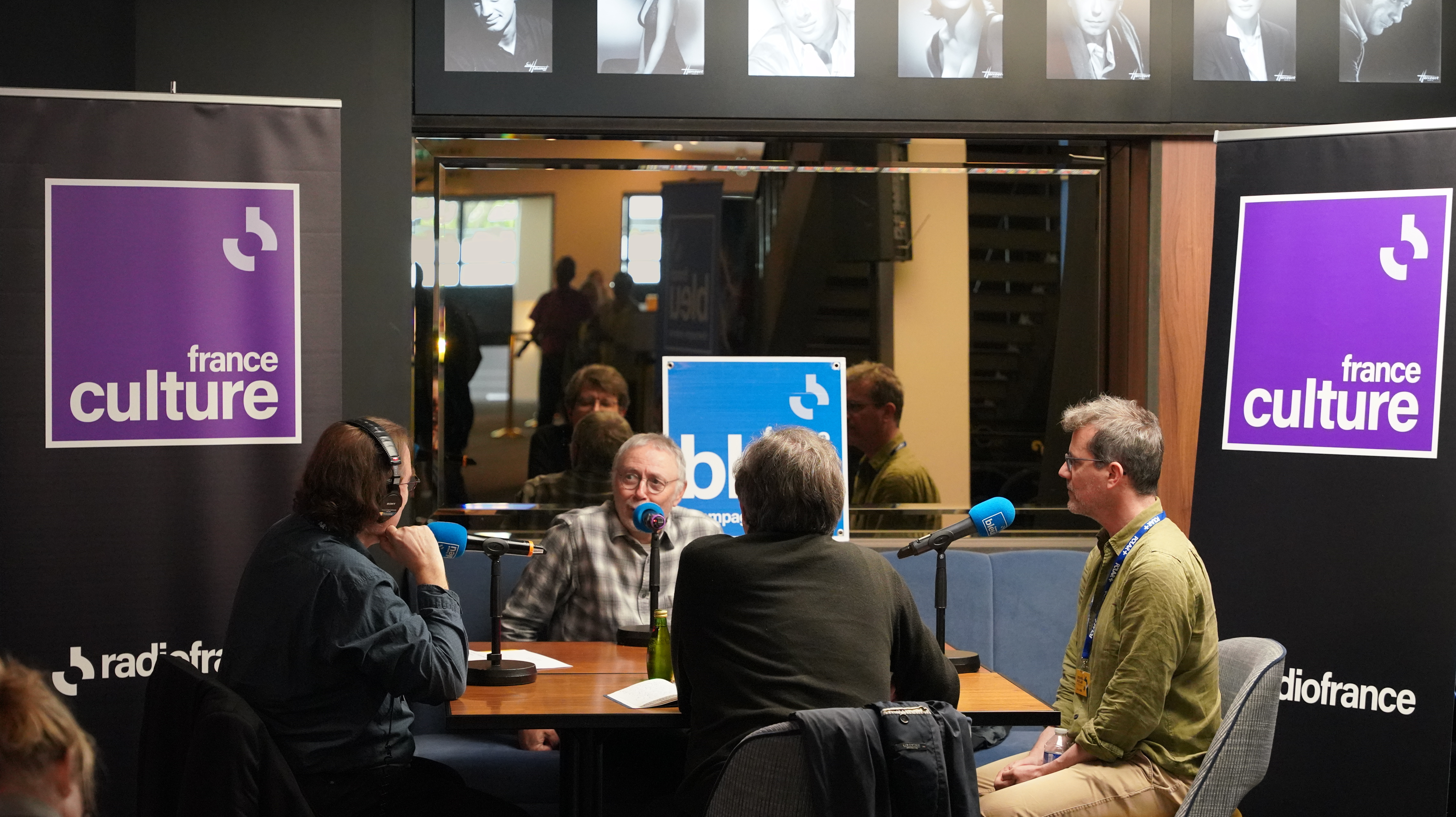
Lors de Reims Polar 2024, enregistrement de Mauvais Genres avec Pierre Jolivet.

Avec Emmanuel Laurentin et Jean-Christophe Ogier, il lance, à l’été 1991, sur France Culture, Bande à part, une émission consacrée au fantastique, au roman policier et à la bande dessinée. L'émission devient Mauvais genres dans la grille d'été de 1992 à 1994. 
Pendant l'été 1997, il anime à nouveau une émission hebdomadaire d'une heure, rebaptisée La Malle des Indes, du nom de la célèbre liaison postale entre Londres et Bombay.
À partir de la rentrée 1997, Mauvais genres devient une émission régulière hebdomadaire. Chaque samedi soir, pendant une heure, l'animateur et ses chroniqueurs – dont Jean-Yves Bochet, Jean-Baptiste Thoret, Jacques Baudou, Michel Meurger, Joseph Altairac, Jean-Luc Rivera, Christine Gomariz, Nicole Caligaris, Philippe Rouyer, Éric B. Henriet, Vincent Bernière, Sixtine Audebert, Céline du Chéné, Pacôme Thiellement, Élise Lépine, Christophe Bier, Fausto Fasulo, Xavier Mauméjean, Jean-Pierre Dionnet, Paloma Hermina Hidalgo –, à la manière d’un club anglais, passent au crible, avec des extraits à l’appui, « l’actualité de tous les genres les plus douteux, de toutes les disciplines les plus déviantes, histoire de permettre à l’imaginaire de pâturer tout son soûl » : polar, fantastique, science-fiction, western italien, littérature érotique et bande dessinée… Des genres qui réunissent bien souvent un même public.
Depuis 2002, une fiction radiophonique inédite, due à un auteur contemporain, fait suite à l'émission et témoigne d'une inspiration souvent proche.
Durant la saison 2007-2008, Mauvais Genres est réduite à 45 minutes, mais François Angelier produit en complément l'émission La malle des Indes, consacrée au mystère et à l'étrange.
De 2012 à 2015, un prix littéraire, le Prix Mauvais genres, est décerné par France Culture, en partenariat avec le magazine Le Nouvel Observateur. François Angelier fait partie du jury. Parallèlement est lancé le Festival Mauvais genres, en partenariat avec le Théâtre de la Criée puis le Théâtre du Rond-Point.
Sous sa houlette, Mauvais Genres organise régulièrement des émissions spéciales en partenariat avec des festivals ou des spectacles, comme L'Étrange Festival, le festival de Gérardmer, ou les Utopiales.
Au cours de sa longue carrière, Mauvais genres a pu varier légèrement de format, de 45 minutes à deux heures (cinq saisons, de 2011 à 2016), et d'horaire de diffusion, mais dans l'ensemble l'émission a généralement été diffusée le samedi soir sur un créneau d'une heure.
François Angelier collabore ponctuellement à d'autres émissions de France Culture. Il prend en charge des entretiens dans Agora en 1998-1999, intervient comme chroniqueur culturel dans la matinale ou dans Les Midis de Culture, etc.

### Activité éditoriale
Passionné tant par la littérature populaire que par les aspects les plus vertigineux de l'expérience mystique, François Angelier est directeur de deux collections consacrées à la religion (« Golgotha » chez Jérôme Million, et « Pierre d’Angle » chez Salvator). Il est également auteur de biographies et d'essais sur des thèmes et des figures religieuses (saint François de Sales, Paul Claudel, Huysmans).
« La Bête à deux têtes » comme il aime à se définir, réussit en 2001, grâce à son premier roman Le Templier, à réconcilier ses penchants divergents. Un justicier catholique, plus mercenaire qu'angélique, enquête à ses risques et périls sur des phénomènes mystiques. Le roman devait sortir à Librairie des Champs-Élysées dans la collection « Abysses » (no 19) sous le titre de La Geste du Templier et sous le pseudonyme de François Maxime Kulpa.
Inconditionnel de Serge Brussolo, il a préfacé l'édition de deux volumes réunissant des œuvres de cet auteur : Territoires de l’impossible (Omnibus, 1999) et La Nuit du venin (Fleuve Noir, collection « Bibliothèque du Fantastique », 2001).
Il est l'auteur de l'album Jules Verne dans la « Bibliothèque de la Pléiade » (Gallimard, 2012).
À partir de la rentrée 2015, il fait également partie des chroniqueurs de l'émission de critiques cinéma Le Cercle, présentée par Frédéric Beigbeder, sur Canal plus cinéma.
Il est membre du conseil d'administration de la Société Paul-Claudel.

### Roman
- Le Templier, Masque GF, 2001  prix du roman Fantastic'Arts de Gérardmer 2001

### Anthologies
- La Nuit (Éd. J. Million, 1995) ;
- La Salette : apocalypse, pèlerinage et littérature (1856-1996) (Éd. J. Million, 2000, avec Claude Langlois).
- Louis Massignon, Écrits mémorables, 178 textes (pour certains inédits) établis, présentés et annotés sous la direction de Christian Jambet par François Angelier, François L'Yvonnet et Souâd Ayada, Robert-Laffont, coll. « Bouquins », 2 volumes, 2009

### Essais, biographies
- Le Drageoir aux épines ou l'intime souffrance de Joris-Karl Huysmans (1993) ;
- Saint François de Sales ou Monsieur des abeilles (Pygmalion « Chemins d’éternité », 1997) ;
- Paul Claudel : chemins d'éternité (Pygmalion « Chemins d’éternité », 2001) ;
- Claudel ou la conversion sauvage (Éditions Salvator « Juste un débat », 2003), réédition en 2024 ;
- Dictionnaire Jules Verne (Pygmalion, 2006) ;
- L'Écuyer de la mort (Jérôme Millon, 2008);
- Dictionnaire des assassins et des meurtriers (Calmann-Lévy, 2012) sous la direction de François Angelier avec Stéphane Bou.
- Albums de la Pléiade : Jules Verne, éditions Gallimard, 2012
- Bloy ou La fureur du Juste, Éditions Points, 2015.
- Georges Bernanos : la colère et la grâce, Éditions du Seuil, 2021  prix de la biographie de l'Académie française

### Préfaces
- Kernok le pirate / Eugène Sue ; postf.  François Angelier ( Mille et une nuits « La petite collection » no 181, 1997)
- Territoires de l'impossible / Serge brussolo (Omnibus, 2001)
- La Ville enchantée / Mrs Oliphant ; trad. Henri Bremond ; introd. Jean-Michel Brèque, François Angelier ; préf. Maurice Barrès. Encino (Calif.) : Black Coat Press, 2011, 179 p. (Rivière blanche).  (ISBN 978-1-935-55891-0)